# Оттава Сенаторз в сезоне 2011/2012
| Сезон-2011/2012      | Сезон-2011/2012             |
| -------------------- | --------------------------- |
| Дивизион             | 2 (Северо-Восточный)        |
| Конференция          | 8 (Восток)                  |
| Матчи                | 41 — 10 — 31                |
| Дома                 | 20 — 4 — 17                 |
| На выезде            | 21 — 6 — 14                 |
| Шайб заброшено       | 249                         |
| Шайб пропущено       | 240                         |
| Информация о команде |                             |
| Генеральный менеджер | Брайан Мюррей               |
| Главный тренер       | Пол МакЛейн                 |
| Капитан              | Даниэль Альфредссон         |
| Ассистенты           | Джейсон Спецца Крис Филлипс |
| Арена                | Скоушабэнк Плэйс            |
| Средняя посещаемость | 19 356 зрителей             |
| Лидеры команды       |                             |
| Голы                 | Милан Михалек (35)          |
| Передачи             | Эрик Карлссон (59)          |
| Очки                 | Джейсон Спецца (84)         |
| Штрафные минуты      | Зенон Конопка (193)         |
| Плюс/минус           | Филип Куба (+26)            |
| КНН                  | Робин Ленер (2,01)          |
| ← 2010/11            | 2012/13 →                   |

Сезон-2011/2012 стал для «Оттавы Сенаторз» двадцатым в составе НХЛ. В команде наметился период перестройки: был приглашён новый главный тренер и большое количество новых игроков. Хотя перед началом сезона многие специалисты сходились во мнении, что «Сенаторы» будут «бороться» за первый пик на предстоящем Драфте, команда в итоге заняла восьмое место в Конференции и попала в плей-офф. В первом же раунде «Оттава» была выбита клубом «Нью-Йорк Рейнджерз» по ходу семиматчевого противостояния.

## «Сенаторы» вне льда
19 мая 2011 года «Оттаве» была присуждена ежегодная награда «За заслуги в сплочении общества» за более чем 60 млн долларов, потраченные за последние 10 лет на различные благотворительные цели, вложенные в поддержку юношеского хоккея и пожертвованные в фонд поддержки психического здоровья «За Дэрон», созданный после трагической гибели дочери бывшего игрока и тренера «Сенаторов» Люка Ричардсона. 20 мая 2011 года клуб запустил проект под названием «Каток желаний». Стоимость открытого ледового катка напротив городской ратуши составит 1,25 млн долларов, 80 % этой суммы оплатит Благотворительный фонд «Сенаторов».
В декабре 2011 года «Оттава» официально объявила о замене табло на домашней арене клуба. Старое табло было установлено в 1996 году, и слухи по поводу необходимости нового появились, как только стало известно, что Матч всех звёзд пройдёт в Оттаве. Новая конструкция фирмы Панасоник представляет собой видеокуб с четырьмя экранами высокого разрешения. Насладиться новшеством болельщики смогли 27 декабря на матче против «Монреаля».

## Межсезонье
По окончании предыдущего сезона Кори Клустон был отправлен в отставку, поэтому руководство клуба незамедлительно занялось поисками нового главного тренера. Наконец, после двух месяцев ожидания, 14 июня 2011 года, было объявлено имя главного тренера «Оттавы»: трёхлетний контракт с клубом подписал бывший ассистент Майка Бэбкока в «Детройте» Пол Маклейн. Его помощниками стали Дейв Кэмерон и Марк Ридз.
За неделю до начала регулярного чемпионата «Сенаторы» обнародовали дизайн альтернативной игровой формы. В основном она чёрная с красной и серовато-белой горизонтальными полосами, сделанная в духе формы образца сезона-1926/1927. Всего по ходу сезона «Оттава» сыграла в альтернативной форме двенадцать матчей, из них один на выезде.

### Предсезонка
22 июня 2011 года на официальном сайте «Сенаторов» было опубликовано расписание предсезонных игр, согласно которому команде предстояло провести по три матча дома и на выезде и ещё один на нейтральной территории. «Оттава» сыграла по два раза со своими соперниками по Дивизиону «Торонто», «Монреалем» и «Бостоном» и однажды в Сент-Джонсе с «Виннипегом» в рамках Карнавала «Крафт Хоккивилля».
В сентябре состоялся тренировочный лагерь для новичков. Игроки приняли участие в турнире среди молодых игроков наряду с «Чикаго», «Питтсбургом» и «Торонто» и выиграли все матчи. Все хоккеисты «Сенаторов» получили приглашение в основной лагерь команды, стартовавший 16 сентября.

## Регулярный чемпионат
«Сенаторы» начали сезон в гостях у «Детройта» 7 октября 2011 года (3:5). 81 игру из 82 показывали по телевидению. Не освещался лишь матч с «Флоридой» 15 февраля 2012 года (6:2), но Лига нашла способ организовать трансляцию на своём сайте.
Первый домашний матч сезона «Оттава» провела 11 октября 2011 года против «Миннесоты». Перед началом игры прошли различные мероприятия, посвящённые 20-летию игры в НХЛ. На матче присутствовали 14 игроков из состава команды образца сезона-1992/93, а тогдашний капитан Лори Бошман произвёл символическое вбрасывание. «Оттава» в итоге выиграла со счётом 4:3 в серии буллитов, и это стало первой победой Пола Маклейна в качестве главного тренера команды НХЛ.
В декабре 2011 «Оттава» обменяла защитника Давида Рундблада и драфт-пик в «Финикс», получив взамен центрфорварда Кайла Тёрриса. При его участии команда выиграла 10 матчей из 13. К 20 января «Оттава» была на четвёртой строчке в Конференции.
В феврале основной вратарь команды Крэйг Андерсон порезал палец, готовя еду у себя дома. Травма не позволяла ему держать клюшку, поэтому «Сенаторы» в срочном порядке решили выменять у «Сент-Луиса» вратаря Бена Бишопа, игравшего в фарм-клубе «Блюз». Бишоп считался одним из лучших проспектов за пределами НХЛ и даже получил награду MVP Матча всех звёзд АХЛ 2012 года. Незадолго до обмена из «Бингхэмтона» был вызван голкипер Робин Ленер. Несмотря на то, что молодой вратарь зарекомендовал себя с наилучшей стороны, однажды отстояв на «ноль», в марте он был отправлен обратно в клуб АХЛ, а его место занял Бишоп. «Оттава» продолжала наращивать преимущество в Дивизионе, и в какой-то момент спад «Бостона» стал настолько очевидным, что американская команда уступила место лидера Дивизиона «Сенаторам». Однако это продолжалось всего один день, но «Оттава» смогла выйти в плей-офф с восьмого места, что уже само по себе было ошеломляющим результатом, а Пол Маклейн был номинирован на награду Тренеру года.

### Матч всех звёзд НХЛ
Матч всех звёзд проходил в Оттаве в январе 2012 года. Оттавский комплекс для конференций проводил различные мероприятия для болельщиков 26-28 января. Из-за тёплой погоды празднества на канале Ридо были отменены, однако построенный напротив городской ратуши Каток желаний был готов принять гостей. Была организована выставка изваяний изо льда, разместившаяся в Парке Конфедерации.
По итогам голосования на Матч прошли четыре игрока «Сенаторов»: Даниэль Альфредссон, Милан Михалек, Джейсон Спецца и Эрик Карлссон, причём Карлссон оказался первым, набрав 939 591 голос. Позднее решением НХЛ был добавлен нападающий Колин Грининг. Капитаном одной из команд стал Альфредссон, который набрал в свою команду всех одноклубников за исключением Грининга, оказавшегося в команде бывшего игрока «Оттавы» Здено Хары. По ходу матча Даниэль Альфредссон забросил две шайбы подряд — трибуны отблагодарили игрока овацией стоя.

## Плей-офф
В отличие от прошлого года «Сенаторам» удалось пробиться в стадию игр на вылет. Место в кубковой восьмёрке было гарантировано победой над «Нью-Йорк Айлендерз» со счётом 5:1. Издание The Hockey News перед началом сезона предрекало «Оттаве» последнее место в Конференции.

### Четвертьфинал Конференции
«Сенаторы» завершили регулярный чемпионат на восьмой строчке Восточной конференции, и в соперники им достался «Нью-Йорк Рейнджерз». Несмотря на то, что «Оттава» четырежды в сезоне встречалась с клубом из Нью-Йорка и выиграла три матча, NHL Network предсказывал победу «Рейнджеров» в пяти или шести матчах, а канал ESPN — в семи.
Первый матч
В первом матче, проходившем в Нью-Йорке, счёт открыли хозяева. Счёт 1:0 держался до второй половины второго периода. Главный тренер «Рейнджеров» Джон Торторелла, видя, что соперники заперли его подопечных в зоне, взял тайм-аут. После него «синерубашечникам» понадобилось всего 6 минут на рубеже второго и третьего периодов, чтобы ещё трижды поразить ворота «Сенаторов». «Оттава» сумела ответить лишь голами Даниэля Альфредссона и Эрика Кондры в последние десять минут игры.
Второй матч
На вторую игру у «Сенаторов» в заявку попали два игрока, известные своими бойцовскими качествами: защитник Мэтт Каркнер и нападающий Зенон Конопка. Пол Маклейн объяснил эти перестановки тем, что был недоволен инцидентом с участием Эрика Карлссона и игрока «Рейнджерз» Брайана Бойла. Игра была остановлена уже по прошествии 2 минут 15 секунд после стартового свистка, когда Мэтт Каркнер начал избивать Бойла. После в драку оказался вовлечён и форвард хозяев Брэндон Дубински. Пауза, связанная с принятием решений судьями, затянулась на пять минут: в итоге Мэтт Каркнер и Брэндон Дубински получили матч-штраф: первый — за неспортивное поведение, второй — за то, что полез третьим в драку. Во втором периоде за удар локтем в голову также был удалён до конца матча форвард «Рейнджерз» Карл Хагелин. Ставший жертвой удара капитан «Оттавы» Даниэль Альфредссон получил лёгкое сотрясение мозга и не смог продолжить матч. Что касается игры, то после двух периодов на табло горели цифры 1:1. И хотя Брайан Бойл вывел свою команду вперёд в третьем периоде, «Сенаторы» усилиями Ника Фолиньо сумели сравнять счёт, а уже на второй минуте овертайма Крис Нил поставил точку в матче. Команды переезжали в Оттаву, имея в активе по одной победе. Позже дисциплинарный комитет НХЛ выписал Хагелину дисквалификацию на три матча, а Каркнеру — на один.
Третий матч
Альфредссон даже не был заявлен на третью игру серии, ставшую звёздным часом голкипера «Рейнджерз» Хенрика Лундквиста, отразившего все 39 бросков по своим воротам. Единственную шайбу в матче в середине третьего периода забросил Брайан Бойл.
Четвёртый матч
Четвёртая игра стала уже бенефисом вратаря «Сенаторов» Крэйга Андерсона; он пропустил лишь две шайбы в самом начале матча. «Оттава» сравняла счёт во втором периоде — отличились Милан Михалек и Сергей Гончар. Игра перетекла в дополнительное время, где Кайл Тёррис сумел распечатать ворота Лундквиста, обеспечив тем самым первую победу на домашней арене для «Сенаторов» со времён Кубка Стэнли 2007 года.
Пятый матч
В проходившем в Нью-Йорке пятом матче серии Крэйг Андерсон и вовсе не пропустил ни одной шайбы. «Сенаторы» выиграли 2:0, а победная шайба оказалась на счёту Марка Стоуна, проводившего свой первый матч в НХЛ.
Шестой матч
К шестой игре серии «Сенаторы» подошли с преимуществом в серии 3-2. Первыми отличились «Сенаторы», и, казалось, что при феноменальной игре Андерсона одной шайбы будет вполне достаточно. Однако во втором периоде «Рейнджеры» сумели отличиться трижды и довести матч до победы. Сухая серия Андерсона продолжалась 145 минут 27 секунд. По ходу третьего периода Пол Маклейн решил объединить Джейсона Спеццу и Даниэля Альфредссона в одно звено, но этот шаг успеха не принёс. В матче дебютировал форвард «Сенаторов» Якоб Сильфверберг, лишь четырьмя днями ранее ставший чемпионом Швеции.
Седьмой матч
Решающая седьмая игра прошла в Нью-Йорке. Как и в предыдущем матче, судьба матча была предопределена во втором периоде. На этот раз сначала дважды отличились игроки «Рейнджерз», «Сенаторы» ответили лишь одной шайбой Даниэля Альфредссона. После матча появились слухи, что это был последний матч шведского капитана в карьере.

## Турнирная таблица
| # |                      | И  | В  | ПО | П  | Г+  | Г-  | О   |
| - | -------------------- | -- | -- | -- | -- | --- | --- | --- |
| 1 | «Бостон Брюинз»      | 82 | 49 | 4  | 29 | 269 | 202 | 102 |
| 2 | «Оттава Сенаторз»    | 82 | 41 | 10 | 31 | 249 | 240 | 92  |
| 3 | «Баффало Сэйбрз»     | 82 | 39 | 11 | 32 | 218 | 230 | 89  |
| 4 | «Торонто Мэйпл Лифс» | 82 | 35 | 10 | 37 | 231 | 264 | 80  |
| 5 | «Монреаль Канадиенс» | 82 | 31 | 16 | 35 | 212 | 226 | 78  |

| #  |                       | Див | И  | В  | ПО | П  | Г+  | Г-  | О   |
| -- | --------------------- | --- | -- | -- | -- | -- | --- | --- | --- |
| 1  | «Нью-Йорк Рейнджерз»* | Атл | 82 | 51 | 7  | 24 | 226 | 187 | 109 |
| 2  | «Бостон Брюинз»*      | СВ  | 82 | 49 | 4  | 29 | 269 | 202 | 102 |
| 3  | «Флорида Пантерз»*    | ЮВ  | 82 | 38 | 18 | 26 | 203 | 227 | 94  |
| 4  | «Питтсбург Пингвинз»  | Атл | 82 | 51 | 6  | 25 | 282 | 221 | 108 |
| 5  | «Филадельфия Флайерз» | Атл | 82 | 47 | 9  | 26 | 264 | 232 | 103 |
| 6  | «Нью-Джерси Дэвилз»   | Атл | 82 | 48 | 6  | 28 | 228 | 209 | 102 |
| 7  | «Вашингтон Кэпиталз»  | ЮВ  | 82 | 42 | 8  | 32 | 222 | 230 | 92  |
| 8  | «Оттава Сенаторз»     | СВ  | 82 | 41 | 10 | 31 | 249 | 240 | 92  |
| 9  | «Баффало Сэйбрз»      | СВ  | 82 | 39 | 11 | 32 | 218 | 230 | 89  |
| 10 | «Тампа-Бэй Лайтнинг»  | ЮВ  | 82 | 38 | 8  | 36 | 235 | 281 | 84  |
| 11 | «Виннипег Джетс»      | ЮВ  | 82 | 37 | 10 | 35 | 225 | 246 | 84  |
| 12 | «Каролина Харрикейнз» | ЮВ  | 82 | 33 | 16 | 33 | 213 | 243 | 82  |
| 13 | «Торонто Мэйпл Лифс»  | СВ  | 82 | 35 | 10 | 37 | 231 | 264 | 80  |
| 14 | «Нью-Йорк Айлендерз»  | Атл | 82 | 34 | 11 | 37 | 203 | 255 | 79  |
| 15 | «Монреаль Канадиенс»  | СВ  | 82 | 31 | 16 | 35 | 212 | 226 | 78  |

Символом «*» обозначены победители дивизионов.

## Расписание и результаты матчей
Примечание: жирным курсивом выделены матчи, сыгранные «Сенаторами» на домашней арене.

### Плей-офф
Четвертьфинал Конференции
| 12 Апреля 2012 Счёт в серии: 1 — 0 | «Нью-Йорк Рейнджерз» | 4 : 2 (1 : 0, 2 : 0, 1 : 2) | «Оттава Сенаторз» | Медисон-сквер-гарден Зрителей: 18 200 |

| Отчёт | Отчёт                   | Отчёт                                                                                            | Отчёт          | Отчёт                           |
| --- | ----------------------- | ------------------------------------------------------------------------------------------------ | -------------- | ------------------------------- |
| |                         |                                                                                                  |                |                                 |
| | Хенрик Лундквист        | Вратари                                                                                          | Крэйг Андерсон | Судьи: Дэн О’Хэллоран Том Кауэл |
| | Голы:                   |                                                                                                  |                | Судьи: Дэн О’Хэллоран Том Кауэл |
| Райан Кэллахан — 12:01 (А. Стролман, А. Анисимов) Мариан Габорик — 36:24 Брайан Бойл — 39:06 (А. Анисимов, Д. Жирарди) Брэд Ричардз — 42:15 (К. Хагелин) | 1:0 2:0 3:0 4:0 4:1 4:2 | 50:05 — Даниэль Альфредссон (Дж. Спецца, М. Михалек) 57:41 — Эрик Кондра (Н. Фолиньо, К. Тёррис) |                | Судьи: Дэн О’Хэллоран Том Кауэл |
| |                         |                                                                                                  |                | Судьи: Дэн О’Хэллоран Том Кауэл |
| |                         |                                                                                                  |                | Судьи: Дэн О’Хэллоран Том Кауэл |
| |                         |                                                                                                  |                | Судьи: Дэн О’Хэллоран Том Кауэл |
| 18 мин | Штраф                   | 20 мин                                                                                           |                | Судьи: Дэн О’Хэллоран Том Кауэл |
| |                         |                                                                                                  |                |                                 |
| | 31                      | Броски                                                                                           | 32             |                                 |

| 14 Апреля 2012 Счёт в серии: 1 — 1 | «Нью-Йорк Рейнджерз» | 2 : 3 (ОТ) (1 : 0, 0 : 1, 1 : 1, 0 : 1) | «Оттава Сенаторз» | Медисон-сквер-гарден Зрителей: 18 200 |

| Отчёт                                                                                                   | Отчёт               | Отчёт | Отчёт          | Отчёт                          |
| --- | ------------------- | --- | -------------- | ------------------------------ |
| |                     | |                |                                |
| | Хенрик Лундквист    | Вратари | Крэйг Андерсон | Судьи: Стивен Уолком Айан Уолш |
| | Голы:               | |                | Судьи: Стивен Уолком Айан Уолш |
| Антон Стролман (5х4) — 10:11 (Д. Жирарди, А. Анисимов) Брайан Бойл — 42:41 (Р. Федотенко, М. Дел Зотто) | 1:0 1:1 2:1 2:2 2:3 | 33:50 — Эрик Карлссон (5х4) (Ф. Куба) 55:23 — Ник Фолиньо (З. Конопка, К. Тёррис) 61:17 — Крис Нил (Дж. Кауэн, З. Смит) |                | Судьи: Стивен Уолком Айан Уолш |
| |                     | |                | Судьи: Стивен Уолком Айан Уолш |
| |                     | |                | Судьи: Стивен Уолком Айан Уолш |
| |                     | |                | Судьи: Стивен Уолком Айан Уолш |
| 26 мин                                                                                                  | Штраф               | 28 мин |                | Судьи: Стивен Уолком Айан Уолш |
| |                     | |                |                                |
| | 29                  | Броски | 32             |                                |

| 16 Апреля 2012 Счёт в серии: 2 — 1 | «Оттава Сенаторз» | 0 : 1 (0 : 0, 0 : 1) | «Нью-Йорк Рейнджерз» | Скоушабэнк Плэйс Зрителей: 20 182 |

| Отчёт  | Отчёт          | Отчёт                                         | Отчёт            | Отчёт                         |
| ------ | -------------- | --------------------------------------------- | ---------------- | ----------------------------- |
|        |                |                                               |                  |                               |
|        | Крэйг Андерсон | Вратари                                       | Хенрик Лундквист | Судьи: Брэд Уотсон Майк Легго |
|        | Голы:          |                                               |                  | Судьи: Брэд Уотсон Майк Легго |
|        | 0:1            | 47:35 — Брайан Бойл (Д. Жирарди, Р. Кэллахан) |                  | Судьи: Брэд Уотсон Майк Легго |
|        |                |                                               |                  | Судьи: Брэд Уотсон Майк Легго |
|        |                |                                               |                  | Судьи: Брэд Уотсон Майк Легго |
|        |                |                                               |                  | Судьи: Брэд Уотсон Майк Легго |
| 10 мин | Штраф          | 10 мин                                        |                  | Судьи: Брэд Уотсон Майк Легго |
|        |                |                                               |                  |                               |
|        | 35             | Броски                                        | 16               |                               |

| 18 Апреля 2012 Счёт в серии: 2 — 2 | «Оттава Сенаторз» | 3 : 2 (ОТ) (0 : 2, 2 : 0, 0 : 0, 1 : 0) | «Нью-Йорк Рейнджерз» | Скоушабэнк Плэйс Зрителей: 20 340 |

| Отчёт | Отчёт               | Отчёт | Отчёт            | Отчёт                                 |
| --- | ------------------- | --- | ---------------- | ------------------------------------- |
| |                     | |                  |                                       |
| | Крэйг Андерсон      | Вратари | Хенрик Лундквист | Судьи: Эрик Фёрлэтт Франсуа Сен-Лоран |
| | Голы:               | |                  | Судьи: Эрик Фёрлэтт Франсуа Сен-Лоран |
| Милан Михалек — 27:04 (М. Каркнер, Дж. Спецца) Сергей Гончар (5х4) — 37:50 (Н. Фолиньо, К. Нил) Кайл Тёррис — 62:42 (Дж. О’Брайен, С. Гончар) | 0:1 0:2 1:2 2:2 3:2 | 00:49 — Антон Стролман (5х4) (Б. Ричардз, М. Габорик) 06:10 — Райан Кэллахан (5х4) (М. Габорик, Б. Ричардз) |                  | Судьи: Эрик Фёрлэтт Франсуа Сен-Лоран |
| |                     | |                  | Судьи: Эрик Фёрлэтт Франсуа Сен-Лоран |
| |                     | |                  | Судьи: Эрик Фёрлэтт Франсуа Сен-Лоран |
| |                     | |                  | Судьи: Эрик Фёрлэтт Франсуа Сен-Лоран |
| 14 мин | Штраф               | 10 мин |                  | Судьи: Эрик Фёрлэтт Франсуа Сен-Лоран |
| |                     | |                  |                                       |
| | 31                  | Броски | 33               |                                       |

| 21 Апреля 2012 Счёт в серии: 2 — 3 | «Нью-Йорк Рейнджерз» | 0 : 2 (0 : 1, 0 : 0, 0 : 1) | «Оттава Сенаторз» | Медисон-сквер-гарден Зрителей: 18 200 |

| Отчёт  | Отчёт            | Отчёт                                                                          | Отчёт          | Отчёт                               |
| ------ | ---------------- | ------------------------------------------------------------------------------ | -------------- | ----------------------------------- |
|        |                  |                                                                                |                |                                     |
|        | Хенрик Лундквист | Вратари                                                                        | Крэйг Андерсон | Судьи: Марк Жоаннетт Брайан Почмара |
|        | Голы:            |                                                                                |                | Судьи: Марк Жоаннетт Брайан Почмара |
|        | 0:1 0:2          | 09:18 — Джейсон Спецца (М. Стоун, Ф. Куба) 59:04 — Джейсон Спецца (З. Конопка) |                | Судьи: Марк Жоаннетт Брайан Почмара |
|        |                  |                                                                                |                | Судьи: Марк Жоаннетт Брайан Почмара |
|        |                  |                                                                                |                | Судьи: Марк Жоаннетт Брайан Почмара |
|        |                  |                                                                                |                | Судьи: Марк Жоаннетт Брайан Почмара |
| 10 мин | Штраф            | 10 мин                                                                         |                | Судьи: Марк Жоаннетт Брайан Почмара |
|        |                  |                                                                                |                |                                     |
|        | 41               | Броски                                                                         | 30             |                                     |

| 23 Апреля 2012 Счёт в серии: 3 — 3 | «Оттава Сенаторз» | 2 : 3 (0 : 1, 3 : 0, 0 : 1) | «Нью-Йорк Рейнджерз» | Скоушабэнк Плэйс Зрителей: 20 500 |

| Отчёт                                                                              | Отчёт               | Отчёт | Отчёт            | Отчёт                      |
| ---------------------------------------------------------------------------------- | ------------------- | --- | ---------------- | -------------------------- |
|                                                                                    |                     | |                  |                            |
|                                                                                    | Крэйг Андерсон      | Вратари | Хенрик Лундквист | Судьи: Стив Козари Тим Пил |
|                                                                                    | Голы:               | |                  | Судьи: Стив Козари Тим Пил |
| Джейсон Спецца — 07:05 (С. Гончар, Н. Фолиньо) Джейсон Спецца — 59:21 (К. Грининг) | 1:0 1:1 1:2 1:3 2:3 | 28:55 — Дерек Степан (5х4) (Б. Ричардз, А. Стролман) 37:08 — Брэд Ричардз (5х3) (М. Дел Зотто, Д. Степан) 39:19 — Крис Крайдер (Д. Степан, М. Стаал) |                  | Судьи: Стив Козари Тим Пил |
|                                                                                    |                     | |                  | Судьи: Стив Козари Тим Пил |
|                                                                                    |                     | |                  | Судьи: Стив Козари Тим Пил |
|                                                                                    |                     | |                  | Судьи: Стив Козари Тим Пил |
| 19 мин                                                                             | Штраф               | 15 мин |                  | Судьи: Стив Козари Тим Пил |
|                                                                                    |                     | |                  |                            |
|                                                                                    | 27                  | Броски | 22               |                            |

| 26 Апреля 2012 Счёт в серии: 4 — 3 | «Нью-Йорк Рейнджерз» | 2 : 1 (0 : 0, 2 : 1, 0 : 0) | «Оттава Сенаторз» | Медисон-сквер-гарден Зрителей: 18 200 |

| Отчёт                                                                                   | Отчёт            | Отчёт                                               | Отчёт          | Отчёт                             |
| --------------------------------------------------------------------------------------- | ---------------- | --------------------------------------------------- | -------------- | --------------------------------- |
|                                                                                         |                  |                                                     |                |                                   |
|                                                                                         | Хенрик Лундквист | Вратари                                             | Крэйг Андерсон | Судьи: Брэд Уотсон Дэн О’Хэллоран |
|                                                                                         | Голы:            |                                                     |                | Судьи: Брэд Уотсон Дэн О’Хэллоран |
| Марк Стаал — 24:46 (Р. Кэллахан, Д. Степан) Дэн Жирарди — 29:04 (Б. Дубински, Б. Праст) | 1:0 2:0 2:1      | 31:34 — Даниэль Альфредссон (К. Филлипс, С. Гончар) |                | Судьи: Брэд Уотсон Дэн О’Хэллоран |
|                                                                                         |                  |                                                     |                | Судьи: Брэд Уотсон Дэн О’Хэллоран |
|                                                                                         |                  |                                                     |                | Судьи: Брэд Уотсон Дэн О’Хэллоран |
|                                                                                         |                  |                                                     |                | Судьи: Брэд Уотсон Дэн О’Хэллоран |
| 4 мин                                                                                   | Штраф            | 6 мин                                               |                | Судьи: Брэд Уотсон Дэн О’Хэллоран |
|                                                                                         |                  |                                                     |                |                                   |
|                                                                                         | 29               | Броски                                              | 27             |                                   |

## Статистика игроков

### Регулярный чемпионат
Вратари
| №  | Нац         | Игрок          | И  | Мин  | В  | ПО | П  | ГП  | КНН  | % отр. бр. | СИ | Г | П | О | ШТР |
| -- | ----------- | -------------- | -- | ---- | -- | -- | -- | --- | ---- | ---------- | -- | - | - | - | --- |
| 30 | Флаг США    | Бен Бишоп†     | 10 | 532  | 3  | 2  | 3  | 22  | 2,48 | 90,95 %    | 0  | 0 | 0 | 0 | 2   |
| 35 | Флаг Канады | Алекс Олд      | 14 | 645  | 2  | 2  | 4  | 36  | 3,35 | 88,39 %    | 0  | 0 | 0 | 0 | 0   |
| 40 | Флаг Швеции | Робин Ленер    | 5  | 299  | 3  | 0  | 2  | 10  | 2,01 | 93,51 %    | 1  | 0 | 0 | 0 | 0   |
| 41 | Флаг США    | Крэйг Андерсон | 63 | 3492 | 33 | 6  | 22 | 165 | 2,84 | 91,39 %    | 3  | 0 | 4 | 4 | 4   |

Символ «†» означает, что игрок пришёл в команду по ходу сезона. Статистика отражает только время, проведённое с «Сенаторами»
Защитники
| №  | Нац         | Игрок           | И  | Г  | П  | О  | +/- | ШТР |
| -- | ----------- | --------------- | -- | -- | -- | -- | --- | --- |
| 2  | Флаг Канады | Джаред Кауэн    | 82 | 5  | 12 | 17 | -4  | 56  |
| 4  | Флаг Канады | Крис Филлипс    | 80 | 5  | 14 | 19 | +12 | 16  |
| 5  | Флаг США    | Брайан Ли‡      | 35 | 1  | 7  | 8  | -2  | 27  |
| 7  | Флаг Швеции | Давид Рундблад‡ | 24 | 1  | 3  | 4  | -11 | 6   |
| 17 | Флаг Чехии  | Филип Куба      | 73 | 6  | 26 | 32 | +26 | 26  |
| 39 | Флаг Канады | Мэтт Каркнер    | 29 | 1  | 2  | 3  | 0   | 33  |
| 55 | Флаг России | Сергей Гончар   | 74 | 5  | 32 | 37 | -4  | 55  |
| 65 | Флаг Швеции | Эрик Карлссон   | 81 | 19 | 59 | 78 | +16 | 42  |
| 74 | Флаг Канады | Марк Боровецки  | 2  | 0  | 0  | 0  | -1  | 2   |
| 97 | Флаг США    | Мэтт Гилрой†    | 14 | 1  | 2  | 3  | 0   | 2   |

Символ «†» означает, что игрок пришёл в команду по ходу сезона. Статистика отражает только время, проведённое с «Сенаторами»

Символ «‡» означает, что игрок покинул команду по ходу сезона. Статистика отражает только время, проведённое с «Сенаторами»
Нападающие
| №  | Нац          | Игрок              | И  | Г  | П  | О  | +/- | ШТР |
| -- | ------------ | ------------------ | -- | -- | -- | -- | --- | --- |
| 7  | Флаг Канады  | Кайл Тёррис†       | 49 | 12 | 17 | 29 | +12 | 27  |
| 9  | Флаг Чехии   | Милан Михалек      | 77 | 35 | 25 | 60 | +4  | 32  |
| 11 | Флаг Швеции  | Даниэль Альфрессон | 75 | 27 | 32 | 59 | +16 | 18  |
| 13 | Флаг Дании   | Петер Регин        | 10 | 2  | 2  | 4  | +3  | 2   |
| 14 | Флаг Канады  | Колин Грининг      | 82 | 17 | 20 | 37 | -4  | 46  |
| 15 | Флаг Канады  | Зак Смит           | 81 | 14 | 12 | 26 | +4  | 98  |
| 16 | Флаг США     | Бобби Батлер       | 56 | 6  | 10 | 16 | +8  | 12  |
| 18 | Флаг Канады  | Джесси Уинчестер   | 32 | 2  | 6  | 8  | +2  | 22  |
| 19 | Флаг Канады  | Джейсон Спецца     | 80 | 34 | 50 | 84 | +11 | 36  |
| 20 | Флаг Швеции  | Андре Петерссон    | 1  | 0  | 0  | 0  | 0   | 0   |
| 21 | Флаг России  | Никита Филатов     | 9  | 0  | 1  | 1  | +1  | 4   |
| 22 | Флаг США     | Эрик Кондра        | 81 | 8  | 17 | 25 | +11 | 30  |
| 23 | Флаг Латвии  | Каспарс Даугавиньш | 65 | 5  | 6  | 11 | -2  | 12  |
| 24 | Флаг Франции | Стефан да Коста    | 22 | 2  | 3  | 5  | -9  | 8   |
| 25 | Флаг Канады  | Крис Нил           | 72 | 13 | 15 | 28 | -10 | 178 |
| 28 | Флаг Канады  | Зенон Конопка      | 55 | 3  | 2  | 5  | -4  | 193 |
| 36 | Флаг Канады  | Роб Клинкхаммер    | 15 | 0  | 2  | 2  | 0   | 2   |
| 42 | Флаг США     | Джим О'Брайен      | 28 | 3  | 3  | 6  | +6  | 4   |
| 68 | Флаг Канады  | Майк Хоффман       | 1  | 0  | 0  | 0  | -1  | 0   |
| 71 | Флаг США     | Ник Фолиньо        | 82 | 15 | 32 | 47 | +2  | 124 |
| 93 | Флаг Швеции  | Мика Зибанежад     | 9  | 0  | 1  | 1  | -3  | 2   |

Символ «†» означает, что игрок пришёл в команду по ходу сезона. Статистика отражает только время, проведённое с «Сенаторами»

### Плей-офф
Вратари
| №  | Нац      | Игрок          | И | Мин | В | П | ГП | КНН  | % отр. бр. | СИ | Г | П | О | ШТР |
| -- | -------- | -------------- | - | --- | - | - | -- | ---- | ---------- | -- | - | - | - | --- |
| 41 | Флаг США | Крэйг Андерсон | 7 | 419 | 3 | 4 | 14 | 2.00 | 93.27 %    | 1  | 0 | 0 | 0 | 0   |

Защитники
| №  | Нац         | Игрок         | И | Г | П | О | +/- | ШТР |
| -- | ----------- | ------------- | - | - | - | - | --- | --- |
| 2  | Флаг Канады | Джаред Кауэн  | 7 | 0 | 1 | 1 | -3  | 4   |
| 4  | Флаг Канады | Крис Филлипс  | 7 | 0 | 1 | 1 | 0   | 4   |
| 17 | Флаг Чехии  | Филип Куба    | 7 | 0 | 2 | 2 | +1  | 10  |
| 39 | Флаг Канады | Мэтт Каркнер  | 4 | 0 | 1 | 1 | +1  | 21  |
| 55 | Флаг России | Сергей Гончар | 7 | 1 | 3 | 4 | +1  | 6   |
| 65 | Флаг Швеции | Эрик Карлссон | 7 | 1 | 0 | 1 | 0   | 4   |
| 97 | Флаг США    | Мэтт Гилрой   | 3 | 0 | 0 | 0 | 0   | 0   |

Нападающие
| №  | Нац         | Игрок              | И | Г | П | О | +/- | ШТР |
| -- | ----------- | ------------------ | - | - | - | - | --- | --- |
| 7  | Флаг Канады | Кайл Тёррис        | 7 | 1 | 2 | 3 | -1  | 2   |
| 9  | Флаг Чехии  | Милан Михалек      | 7 | 1 | 1 | 2 | +3  | 4   |
| 11 | Флаг Швеции | Даниэль Альфрессон | 4 | 2 | 0 | 2 | -3  | 0   |
| 14 | Флаг Канады | Колин Грининг      | 7 | 0 | 1 | 1 | +1  | 0   |
| 15 | Флаг Канады | Зак Смит           | 7 | 0 | 1 | 1 | -2  | 10  |
| 16 | Флаг США    | Бобби Батлер       | 3 | 0 | 0 | 0 | 0   | 0   |
| 18 | Флаг Канады | Джесси Уинчестер   | 4 | 0 | 0 | 0 | -2  | 0   |
| 19 | Флаг Канады | Джейсон Спецца     | 7 | 3 | 2 | 5 | +2  | 8   |
| 22 | Флаг США    | Эрик Кондра        | 7 | 1 | 0 | 1 | 0   | 0   |
| 23 | Флаг Латвии | Каспарс Даугавиньш | 1 | 0 | 0 | 0 | -1  | 0   |
| 25 | Флаг Канады | Крис Нил           | 7 | 2 | 1 | 3 | +2  | 22  |
| 28 | Флаг Канады | Зенон Конопка      | 6 | 0 | 2 | 2 | +2  | 2   |
| 33 | Флаг Швеции | Якоб Сильфверберг  | 2 | 0 | 0 | 0 | 0   | 2   |
| 42 | Флаг США    | Джим О'Брайен      | 7 | 0 | 1 | 1 | 0   | 0   |
| 60 | Флаг Канады | Марк Стоун         | 1 | 0 | 1 | 1 | +1  | 0   |
| 71 | Флаг США    | Ник Фолиньо        | 7 | 1 | 3 | 4 | -1  | 8   |

## Награды и достижения

### Награды
• Джеймс Норрис Трофи — Эрик Карлссон

• Кинг Клэнси Трофи — Даниэль Альфредссон

• Первая пятёрка регулярного чемпионата НХЛ — Эрик Карлссон

### Рекорды
8 октября 2011 года «Сенаторы» установили новый рекорд в своей истории, забив в матче против «Торонто» (5:6) две шайбы с наименьшим интервалом — 8 секунд.
22 февраля 2012 года Эрик Карлссон побил рекорд «Оттавы» по количеству голевых передач у защитника за сезон. В матче против «Вашингтона» (5:2) игрок дважды результативно ассистировал партнёрам, и побил установленное в сезоне-1992/93 Нормом МакАйвером достижение — 46 передач. Новый рекорд составляет 59 передач.
26 февраля 2012 года Эрик Карлссон побил рекорд «Оттавы» по количеству очков по системе «гол+пас», набранных защитником за сезон. В матче против «Айлендерз» (5:2) игрок дважды результативно ассистировал партнёрам, и побил установленное в сезоне-1992/93 Нормом МакАйвером достижение — 63 очка. Новый рекорд составляет 78 очков.

### Достижения
| Дата            | Игрок               | Достижение                                       |
| --------------- | ------------------- | ------------------------------------------------ |
| 7 октября 2011  | Мика Зибанежад      | 1-я результативная передача в НХЛ 1-е очко в НХЛ |
| 8 октября 2011  | Стефан да Коста     | 1-й гол в НХЛ 1-е очко в НХЛ                     |
| 15 октября 2011 | Давид Рундблад      | 1-я результативная передача в НХЛ 1-е очко в НХЛ |
| 20 октября 2011 | Крэйг Андерсон      | 100-я победа в НХЛ                               |
| 22 октября 2011 | Зенон Конопка       | 200-я игра в НХЛ                                 |
| 30 октября 2011 | Каспарс Даугавиньш  | 1-й гол в НХЛ 1-е очко в НХЛ                     |
| 1 ноября 2011   | Джаред Кауэн        | 1-й гол в НХЛ 1-е очко в НХЛ                     |
| 1 ноября 2011   | Стефан да Коста     | 1-я результативная передача в НХЛ                |
| 12 ноября 2011  | Каспарс Даугавиньш  | 1-я результативная передача в НХЛ                |
| 27 ноября 2011  | Джейсон Спецца      | 200-й гол в НХЛ                                  |
| 27 ноября 2011  | Давид Рундблад      | 1-й гол в НХЛ                                    |
| 29 ноября 2011  | Милан Михалек       | 300-е очко в НХЛ                                 |
| 1 декабря 2011  | Джаред Кауэн        | 1-я результативная передача в НХЛ                |
| 8 декабря 2011  | Зак Смит            | 100-я игра в НХЛ                                 |
| 13 декабря 2011 | Ник Фолиньо         | 300-я игра в НХЛ                                 |
| 16 декабря 2011 | Эрик Карлссон       | 100-е очко в НХЛ                                 |
| 20 декабря 2011 | Крис Нил            | 100-я результативная передача в НХЛ              |
| 23 декабря 2011 | Филип Куба          | 300-е очко в НХЛ                                 |
| 30 декабря 2011 | Даниэль Альфредссон | 400-й гол в НХЛ                                  |
| 19 января 2012  | Сергей Гончар       | 1100-я игра в НХЛ                                |
| 21 января 2012  | Даниэль Альфредссон | 1100-я игра в НХЛ                                |
| 21 января 2012  | Крис Нил            | 700-я игра в НХЛ                                 |
| 7 февраля 2012  | Милан Михалек       | 500-я игра в НХЛ                                 |
| 9 февраля 2012  | Крис Филлипс        | 1000-я игра в НХЛ                                |
| 7 февраля 2012  | Милан Михалек       | 500-я игра в НХЛ                                 |
| 15 февраля 2012 | Джим О'Брайен       | 1-й гол в НХЛ 1-е очко в НХЛ                     |
| 22 февраля 2012 | Эрик Карлссон       | 100-я результативная передача в НХЛ              |
| 25 февраля 2012 | Джейсон Спецца      | 600-е очко в НХЛ                                 |
| 28 февраля 2012 | Робин Ленер         | 1 шатаут в НХЛ                                   |
| 2 марта 2012    | Эрик Карлссон       | 200-я игра в НХЛ                                 |
| 4 марта 2012    | Джим О'Брайен       | 1-я результативная передача в НХЛ                |
| 8 марта 2012    | Роб Клинкхаммер     | 1-я результативная передача в НХЛ 1-е очко в НХЛ |
| 23 марта 2012   | Эрик Кондра         | 100-я игра в НХЛ                                 |
| 23 марта 2012   | Джейсон Спецца      | 600-я игра в НХЛ                                 |
| 24 марта 2012   | Колин Грининг       | 100-я игра в НХЛ                                 |
| 21 апреля 2012  | Марк Стоун          | 1-я результативная передача в НХЛ 1-е очко в НХЛ |

## Переходы игроков

### Обмены
| Дата            | Детали                                                                                                 | Детали                                                  |
| --------------- | --- | ------------------------------------------------------- |
| 24 июня 2011    | В «Детройт» • Пик во 2-м раунде Драфта-2011 (Томаш Юрчо) • Пик во 2-м раунде Драфта-2011 (Савьер Улле) | В «Оттаву» • Пик в 1-м раунде Драфта-2011 (Мэтт Пампел) |
| 25 июня 2011    | В «Коламбус» • Пик в 3-м раунде Драфта-2011 (Томас Тайнэн)                                             | В «Оттаву» • Никита Филатов                             |
| 2 декабря 2011  | В «Чикаго» • Пик в 7-м раунде Драфта-2013                                                              | В «Оттаву» • Роб Клинкхаммер                            |
| 17 декабря 2011 | В «Финикс» • Давид Рундблад • Пик во 2-м раунде Драфта-2012 (Энтони Штоларц)                           | В «Оттаву» • Кайл Тёррис                                |
| 26 февраля 2012 | В «Сент-Луис» • Пик во 2-м раунде Драфта-2013                                                          | В «Оттаву» • Бен Бишоп                                  |
| 27 февраля 2012 | В «Тампу-Бэй» • Брайан Ли                                                                              | В «Оттаву» • Мэтт Гилрой                                |

### Подписанные свободные агенты
| Дата          | Игрок         | Контракт                                      | Предыдущий клуб                   |
| ------------- | ------------- | --------------------------------------------- | --------------------------------- |
| 1 июля 2011   | Алекс Олд     | Однолетний 1 млн $                            | «Монреаль»                        |
| 5 июля 2011   | Зенон Конопка | Однолетний 0,7 млн $                          | «Айлендерз»                       |
| 8 июля 2011   | Марк Пэрриш   | Однолетний 0,65 млн $ двусторонний            | «Баффало»                         |
| 8 июля 2011   | Майк МакКенна | Однолетний 0,55 млн $ двусторонний            | «Нью-Джерси»                      |
| 11 июля 2011  | Ли Свит       | Двухлетний 0,65 млн $ в год двусторонний      | «Ванкувер»                        |
| 11 июля 2011  | Тим Конбой    | Однолетний 0,6 млн $ двусторонний             | «Портленд» (АХЛ)                  |
| 14 марта 2012 | Коул Шнайдер  | Двухлетний 0,925 млн $ в год контракт новичка | «Университет Коннектикута» (НАСС) |

### Покинувшие клуб в качестве свободных агентов
| Коди Басс        | «Коламбус»           | Однолетний 0,6 млн $ двусторонний   |
| Андре Бенуа      | «Спартак» (КХЛ)      | Однолетний                          |
| Роман Вик        | «Клотен» (Швейцария) | Трёхлетний                          |
| Райан Келлер     | «Эдмонтон»           | Однолетний 0,625 млн $ двусторонний |
| Кёртис МакЭлинни | «Финикс»             | Однолетний 0,625 млн $              |
| Райан Потульны   | «Вашингтон»          | Двухлетний 0,525 млн $ в год        |
| Дерек Смит       | «Калгари»            | Однолетний 0,7 млн $ двусторонний   |
| Райан Шэннон     | «Тампа-Бэй»          | Однолетний 0,625 млн $              |

## Драфт-2011
Драфт-2011 проходил в городе Сент-Пол. По итогам прошедшего сезона «Сенаторы» выбирали шестыми в каждом раунде. Но «Оттава» также располагала 21-м общим пиком, полученным от «Нэшвилла» в обмен на Майка Фишера, и 24-м общим пиком, полученным от «Детройта» взамен двух пиков во втором раунде.
| # | Номер | Нац         | Игрок             | П  | Клуб                                |
| - | ----- | ----------- | ----------------- | -- | ----------------------------------- |
| 1 | 6     | Флаг Швеции | Мика Зибанежад    | ЦН | «Юргорден» (Швеция)                 |
| 1 | 21    | Флаг США    | Стефан Нисен      | ПН | «Плимут» (ОХЛ)                      |
| 1 | 24    | Флаг Канады | Мэтт Пампел       | ЛН | «Питерборо» (ОХЛ)                   |
| 2 | 61    | Флаг США    | Шейн Принс        | ЦН | «Оттава» (ОХЛ)                      |
| 4 | 96    | Флаг Канады | Жан-Габриэль Пажо | ЦН | «Гатино» (Хоккейная лига Квебека)   |
| 5 | 126   | Флаг Швеции | Фредрик Клаэссон  | ЗЩ | «Юргорден» (Швеция)                 |
| 6 | 156   | Флаг Канады | Даррен Креймер    | ЦН | «Спокан» (Западная хоккейная лига)  |
| 6 | 171   | Флаг США    | Макс МакКормик    | ЛН | «Су-Сити» (САХЛ)                    |
| 7 | 186   | Флаг Канады | Джордан Франсу    | ЗЩ | «Брандон» (Западная хоккейная лига) |
| 7 | 204   | Флаг США    | Райан Дзингел     | ЦН | «Линкольн» (САХЛ)                   |